# Lac La Moinerie
Lac La Moinerie är en sjö i Kanada.   Den ligger i regionen Nord-du-Québec och provinsen Québec, i den östra delen av landet, 1 500 km nordost om huvudstaden Ottawa. Lac La Moinerie ligger 240 meter över havet. Arean är 60 kvadratkilometer. Den sträcker sig 22,4 kilometer i nord-sydlig riktning, och 9,8 kilometer i öst-västlig riktning.
Omgivningarna runt Lac La Moinerie är i huvudsak ett öppet busklandskap. Trakten runt Lac La Moinerie är nära nog obefolkad, med mindre än två invånare per kvadratkilometer.